# Centrale nucléaire de Donald C. Cook
La centrale nucléaire Donald C. Cook est située près de St Joseph à proximité de la ville de Bridgman dans le comté de Berrien de l'État du Michigan. Elle est construite au bord du lac Michigan sur un terrain de 2,6 km².

## Description

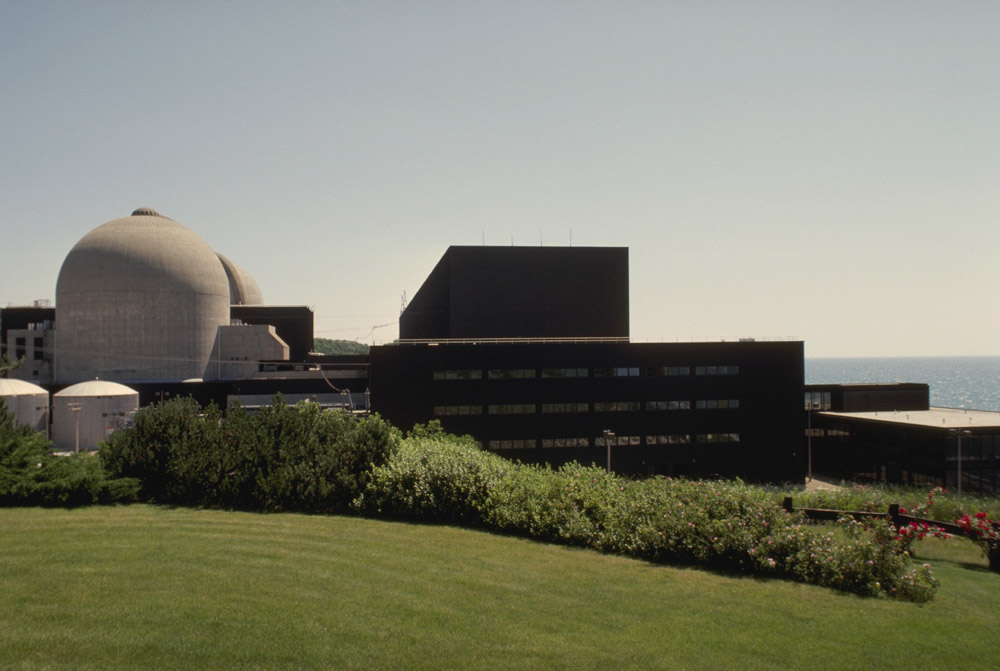
La centrale

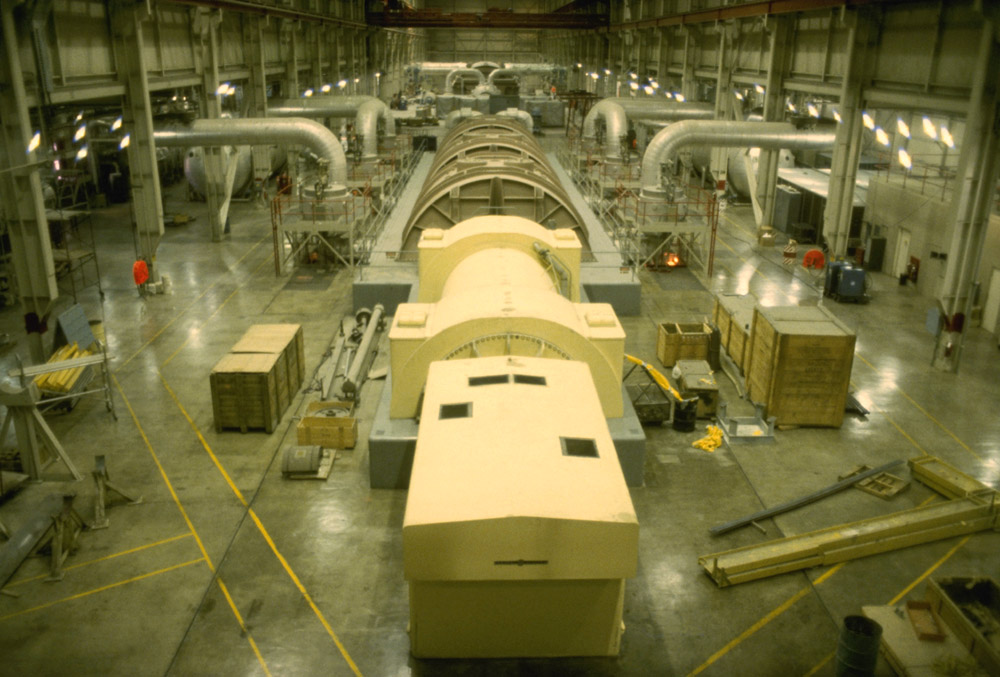
Turbine

La centrale est équipée de deux réacteurs à eau pressurisée (REP) construits par Westinghouse :
- DC Cook 1 : 1020 MWe, mis en service en 1974 pour 40 ans (2014).
- DC Cook 2 : 1090 MWe, mis en service en 1977 pour 40 ans (2017).

Elle a la capacité d'alimenter une ville de 1,25 million d'habitants. Une demande a été présentée à la NRC pour 20 ans de prolongation d'exploitation.

L'installation appartient à la société American Electric Power (AEP) et elle est exploitée par la compagnie Indiana and Michigan Power Company. 